# Grote Sluis (Harlingen)
De Grote Sluis is een schutsluis in de Friese havenstad Harlingen. Het is een rijksmonument. 

## Geschiedenis
De sluis was ten tijde van de bouw (ca. 1524) een zeesluis.  In 1543 en 1565 breidde men de haven van Harlingen uit en werd de Noorderhaven een binnenhaven. In de Zuiderhaven ligt de Kleine Sluis.

## Sluis met brug en wachtershuisje
De schutkolk  heeft een lengte van 56 meter. Over de sluis ligt de Leeuwenbrug. Vier beelden van schildhoudende leeuwen staan op de stenen brugleuningen van de toenmalige pijpen.
Het sluiswachtershuisje uit de 18e eeuw is een rijksmonument en wordt gebruikt door de sluiswachter en heeft een openbaar toilet.

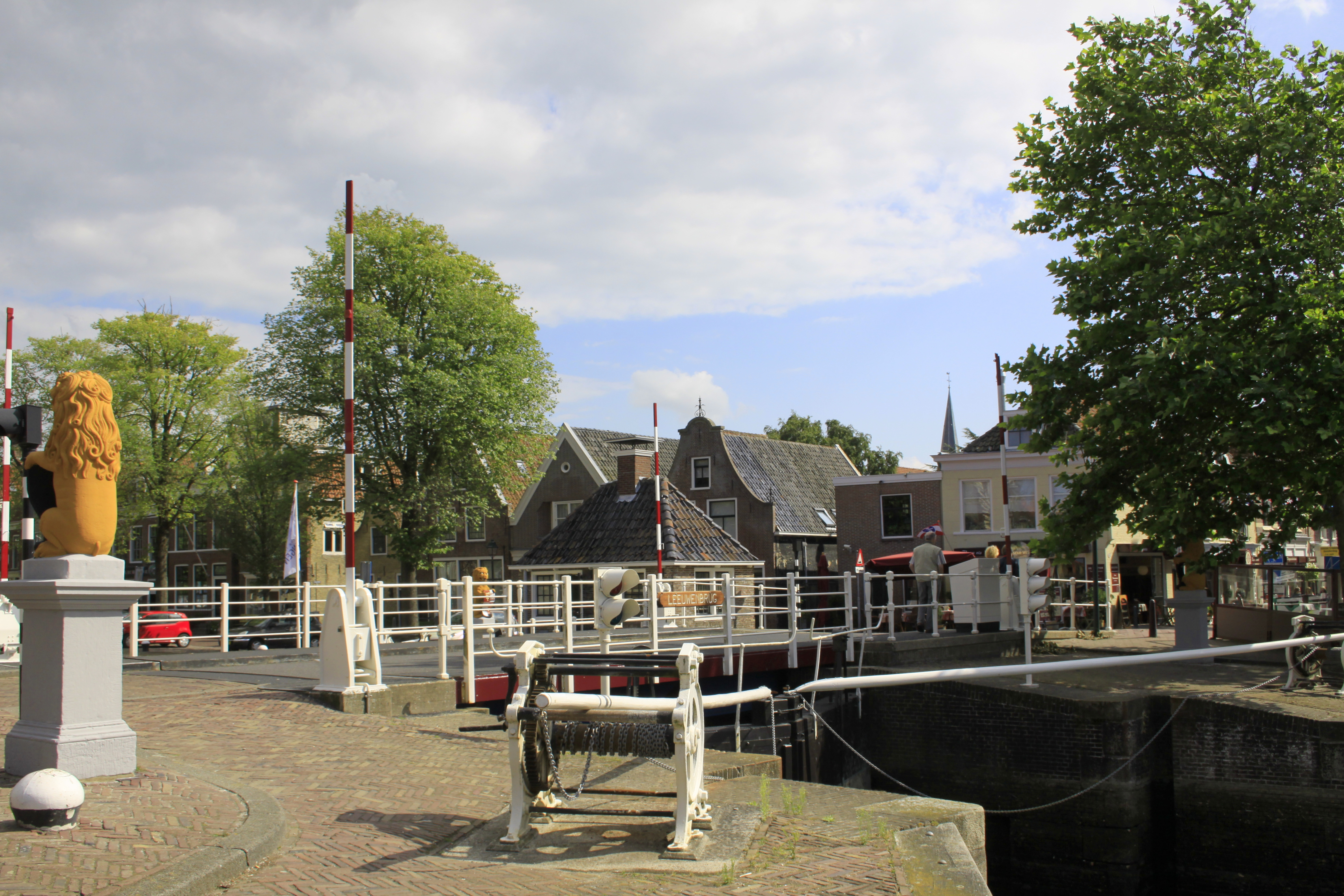
De Leeuwenbrug
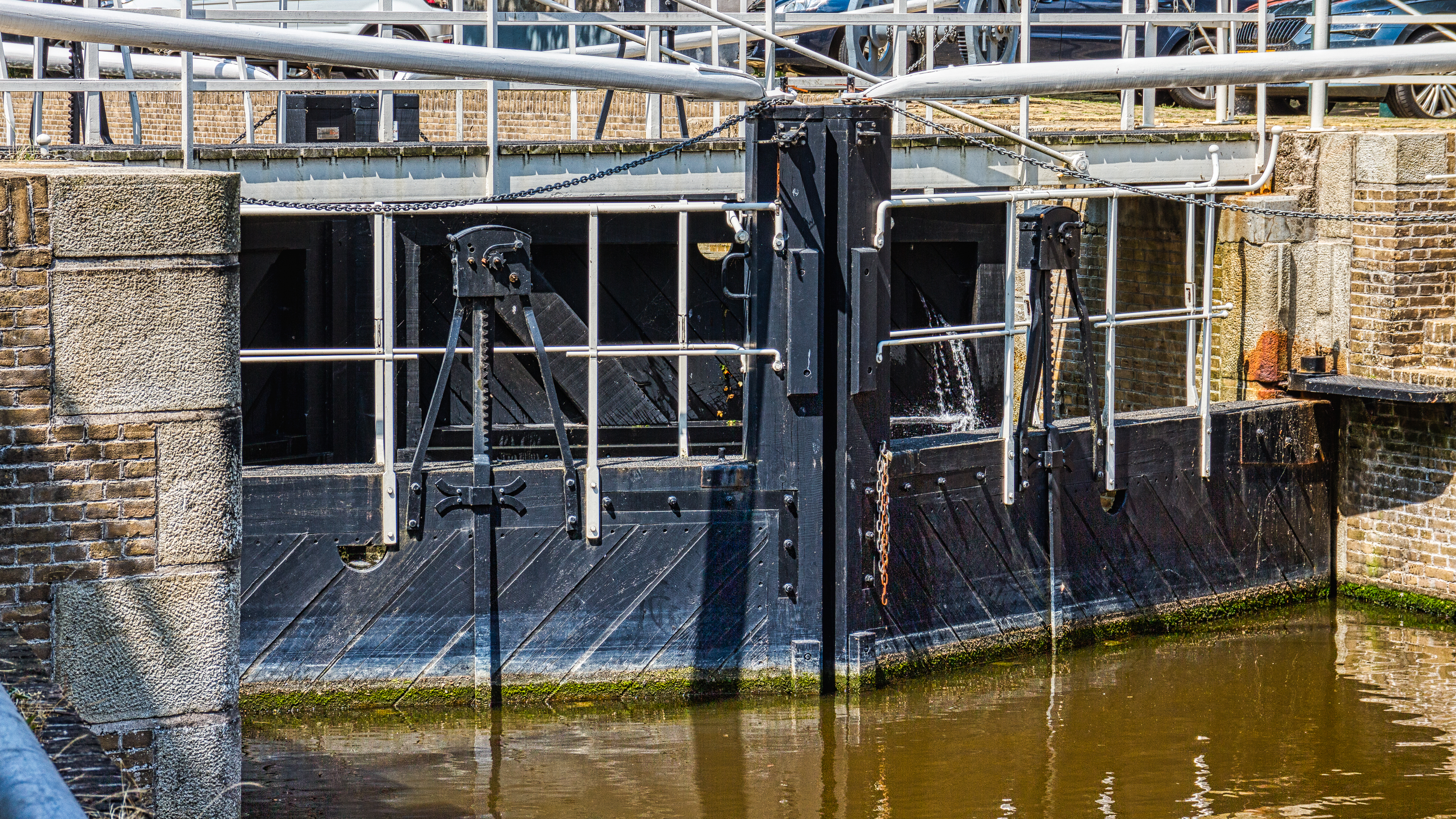
Sluisdeuren aan de zuidoostzijde
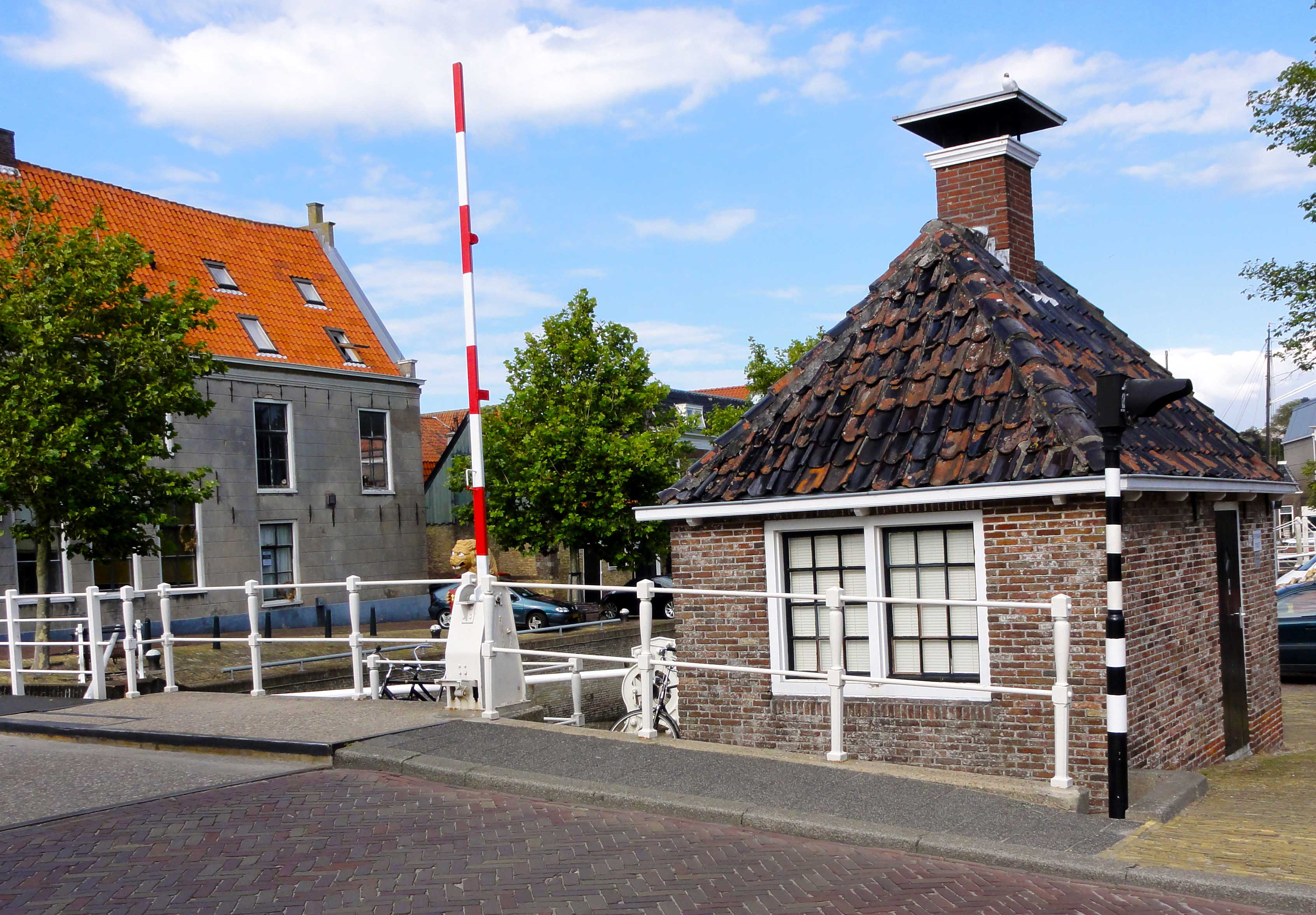
Het sluiswachtershuisje